# Teoría urbana
Las teorías urbanas constituyen un campo de estudio que busca comprender y explicar los procesos urbanos desde sus propias realidades históricas, sociales, económicas y culturales. A diferencia de las teorías urbanas desarrolladas en contextos europeos o norteamericanos, esta corriente propone construir marcos conceptuales que respondan a los desafíos particulares de la región.

### Características
Son enfoques intelectuales que intentan comprender y explicar cómo se desarrollan, funcionan y transforman las ciudades. Son un tema transdisciplinario que abarca disciplinas como la sociología, la economía y la geografía.
Teorías urbanas destacadas:
- Ecología urbana
- Teoría del lugar central
- Teoría de la forma urbana

Una característica central de este enfoque es la búsqueda de conceptualizaciones acordes con la realidad social, política y espacial de América Latina. Se propone analizar las ciudades desde su origen y evolución específica, fomentando tanto la reflexión teórica como la investigación empírica sobre sus dinámicas particulares.
La producción de pensamiento urbano en la región se desarrolla en diálogo con teorías internacionales, en un proceso que combina reconocimiento y crítica. Se retoman aportaciones de autores como Christian Topalov, Jean Lojkine, Henri Lefebvre, Manuel Castells y Alan Gilbert, entre otros, evaluando la pertinencia de sus propuestas a partir del contexto latinoamericano.
Asimismo, se plantea una crítica a la adopción acrítica de conceptos originados en países del Norte Global. Esta crítica subraya la importancia de considerar las particularidades sociales, económicas y culturales de América Latina, promoviendo el desarrollo de marcos teóricos propios que respondan a las condiciones locales y regionales.

### Enfoque en problemáticas urbanas específicas
- La marginalidad urbana y la informalidad.
- La relación entre desarrollo regional y desarrollo urbano.
- La mercantilización del suelo.
- El "hábitat popular" como categoría analítica distintiva.
- El papel del espacio público y la ciudadanía social.
- El protagonismo de los movimientos sociales urbanos.
- La planificación urbana como herramienta política.

### Carácter transdisciplinario y político
Esta teoría adopta un enfoque transdisciplinario, integrando saberes de la sociología, geografía, urbanismo, economía y otras disciplinas. Además, rechaza la neutralidad científica, reconociendo que todo conocimiento está mediado ideológicamente. En ese sentido, se plantea como una herramienta para la transformación social, orientada a la satisfacción de las necesidades de la población.

### Rebasamiento cognoscitivo
Desde la década de 1980, los estudios urbanos latinoamericanos han experimentado un rebasamiento cognoscitivo, es decir, la emergencia de nuevas preguntas que no pueden ser respondidas adecuadamente por las teorías existentes. Este fenómeno ha impulsado la creación de marcos analíticos más complejos y adecuados a las realidades locales.

### Orientación hacia la transformación social
Más allá del análisis académico, la teoría urbana latinoamericana busca influir en las prácticas urbanísticas, las políticas públicas y la acción ciudadana. Aspira a contribuir en la construcción de utopías urbanas, es decir, modelos de ciudad más justos, democráticos y sostenibles.